# رادئون سری ۶۰۰
رادئون سری 600 (انگلیسی: Radeon 600 series) مجموعه‌ای از ریزپردازنده‌های گرافیکی هستند که توسط شرکت ای‌ام‌دی معرفی و گسترش داده شده‌اند. هدف ای‌ام‌دی از ارائه این مجموعه، بازار مصرف سطح مبتدی است. تعداد ترانزیستورهای این مجموعه، با توجه به نوع و مدل، از ۱ تا ۳/۳ بیلیون ترانزیستور متغیر است